# 北八ヶ岳ロープウエイ

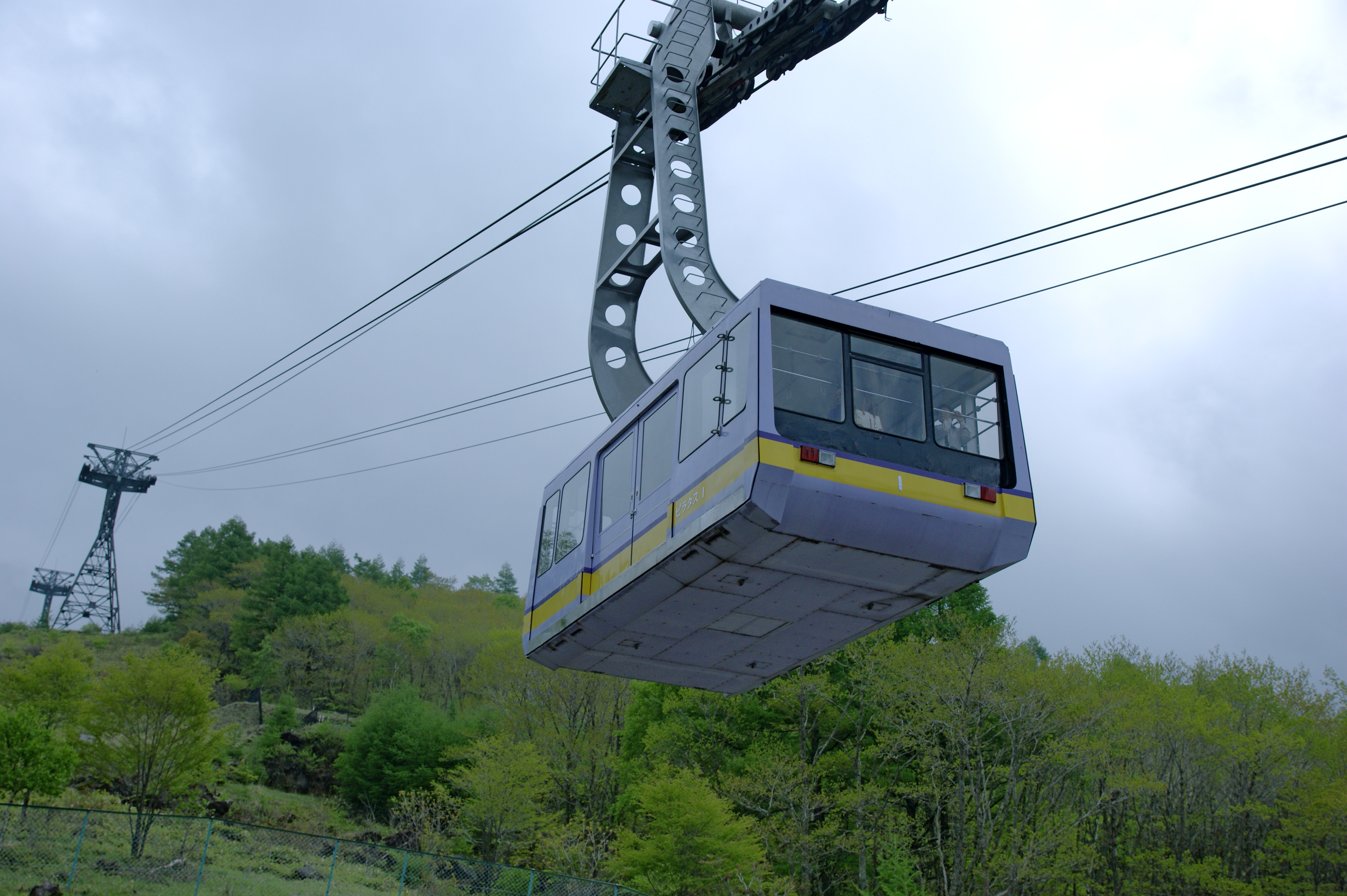
ピラタス1号（現・1号、ピラタス蓼科ロープウェイ時代）

北八ヶ岳ロープウエイ（きたやつがたけロープウエイ）は、長野県茅野市北山（蓼科高原）にあるロープウェイ。株式会社北八ヶ岳リゾートが運営している。旧称は「日本ピラタス横岳ロープウェイ」（1967年 - 1985年）、「ピラタス横岳ロープウェイ」（1985年 - 2001年）、「ピラタス蓼科ロープウェイ」（2001年 - 2012年）。

## 概要
長野県と地元が共同出資し、1967年に県営「日本ピラタス横岳ロープウェイ」として、北八ヶ岳の横岳と縞枯山の鞍部に建設された。いわゆる「菅平方式」を取り、茅野市北山の湯川（ゆがわ）財産区が所有していた横岳西麓の旧入会地165ヘクタールを県に無償で提供する形で地元出資分を充当した。総事業費は3億7500万円で、長野県企業局が運営した。
「ピラタス」は、日本三大アルプスを一望できる終点・横岳坪庭の眺望から、アルプス山脈を一望する優れた眺望で知られるヨーロッパの著名観光地、スイス・ルツェルンのピラトゥス山にちなんで命名された。
1985年4月、県は蓼科温泉スキー場などを運営していた日本ピラタス観光株式会社にロープウェイを払い下げた。同社は地元の湯川財産区が中心となった第三セクターで、同社が新たに設立した「株式会社ピラタス横岳ロープウェイ」がロープウェイの運営を引き継いだ。1992年には新型の大型搬器を導入したものの、同年10月に重軽傷者70人を出す事故を起こし、半年間にわたって運休した。
大型搬器導入に伴って閉鎖された旧駅舎はそのまま残されたが、鉄筋コンクリート2階建ての旧山頂駅駅舎については、地元の茅野山岳会が全面撤去を要請していた。これに対し横岳ロープウェイ社は、2階部分を撤去し1階を避難小屋として残す案をしめし、1998年に山岳会側がこれを了承。翌1999年には見返りとして横岳ロープウェイ社と茅野市が共同で1000万円の自然保護基金を設立することで合意した。また旧山麓駅駅舎も後年解体撤去された。
2001年10月にピラタス横岳ロープウェイ社と日本ピラタス観光が合併して株式会社ピラタス蓼科ロープウェイに商号を変更。索道名称を「ピラタス蓼科ロープウェイ」に改めた。2001年9月には名前の由来となったスイス・ピラトゥスの登山鉄道会社ピラトゥス鉄道の担当者らが視察に訪れ、18年ぶりの交流が行われた。その後2012年に株式会社北八ヶ岳リゾートに商号変更し、索道名称を「北八ヶ岳ロープウェイ」に改称した。
北八ヶ岳リゾート社の出資比率は蓼科有限会社二四会（湯川財産区蓼科分区）が51%、茅野市が20.4%、諏訪バス株式会社が20%。索道およびピラタス蓼科スノーリゾートの経営のほか、美術館「蓼科高原美術館・矢崎虎夫記念館」の運営などを行っている。

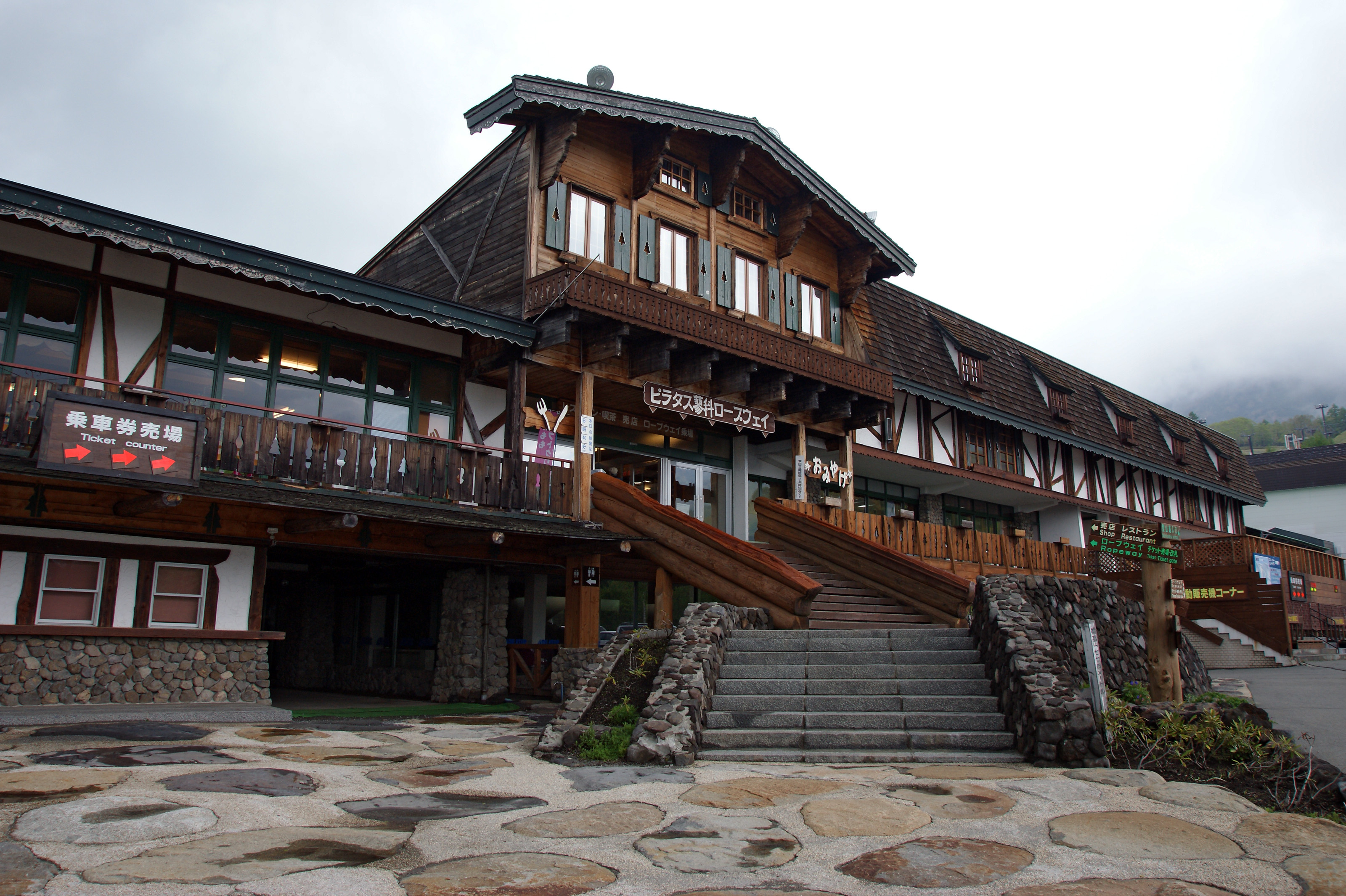
山麓駅
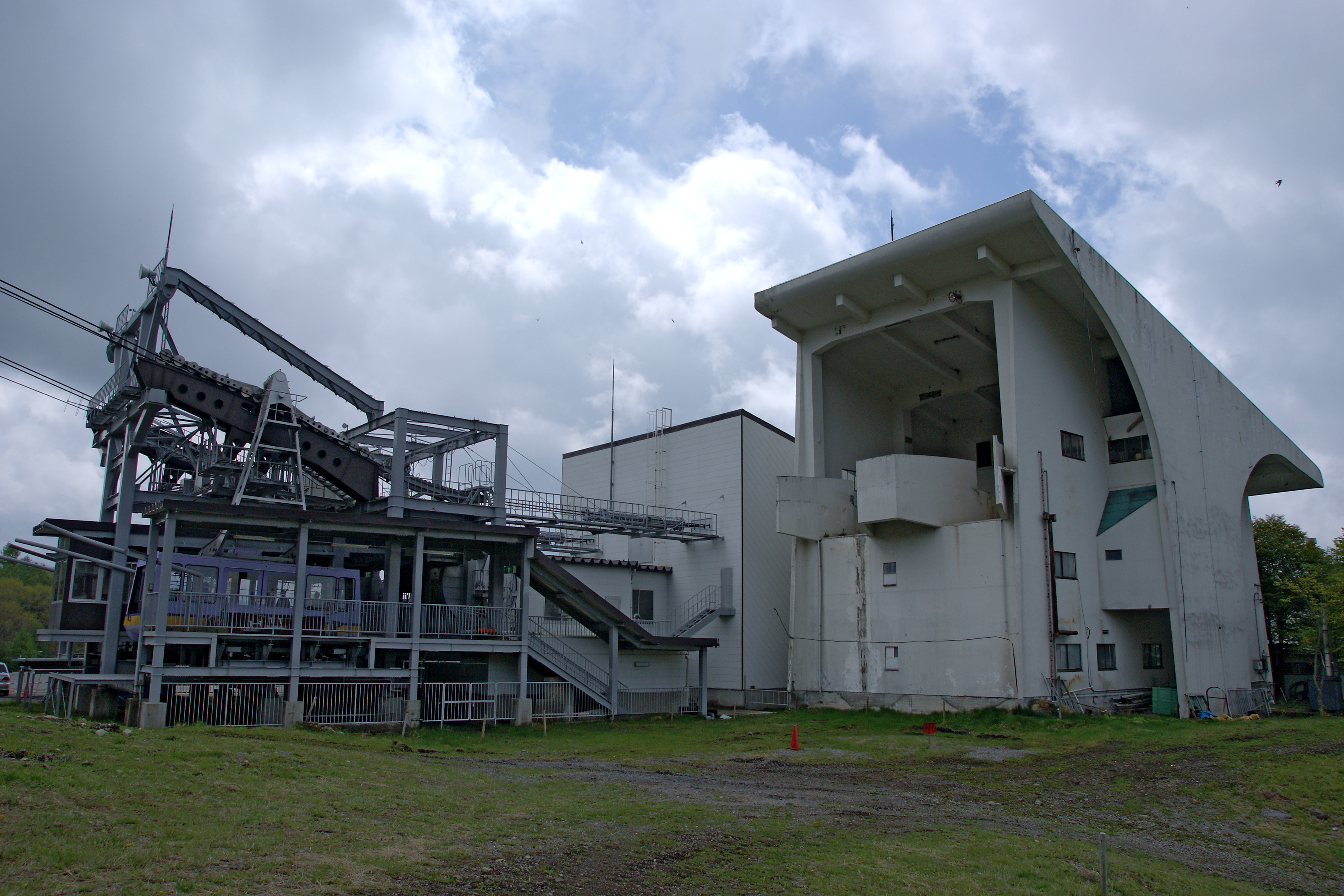
山麓駅の発着場（2008年）。右は1991年まで使われた旧駅舎（現存せず）
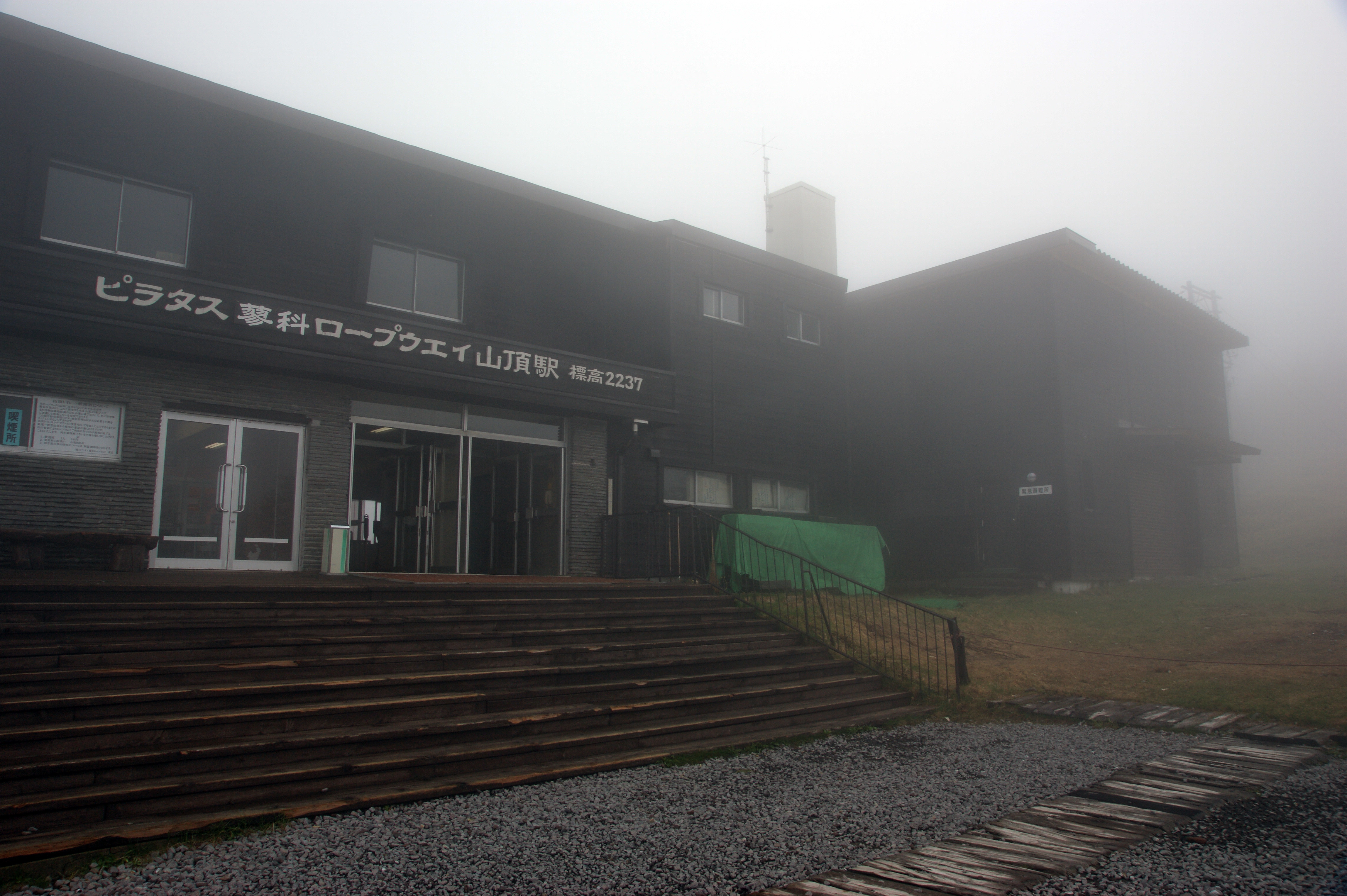
山頂駅（横岳坪庭）
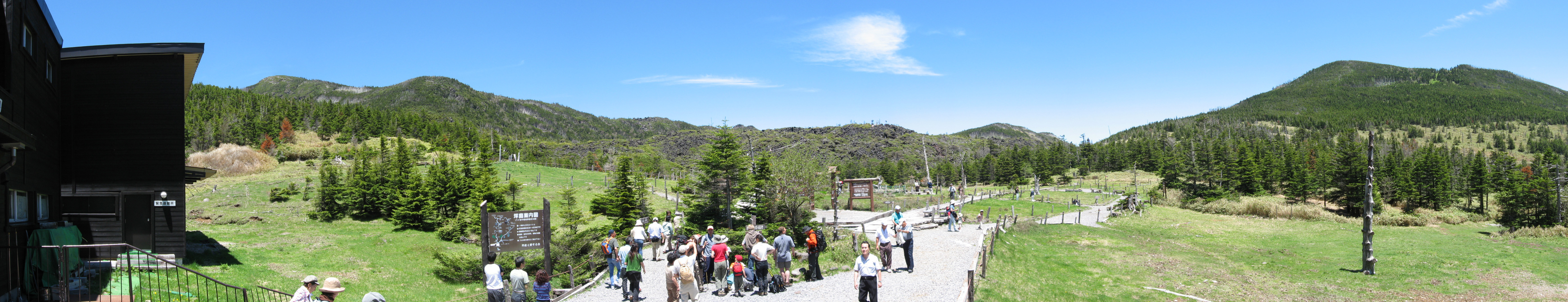
向こう山頂駅前から坪庭の眺め

### 横岳ロープウェイ事故

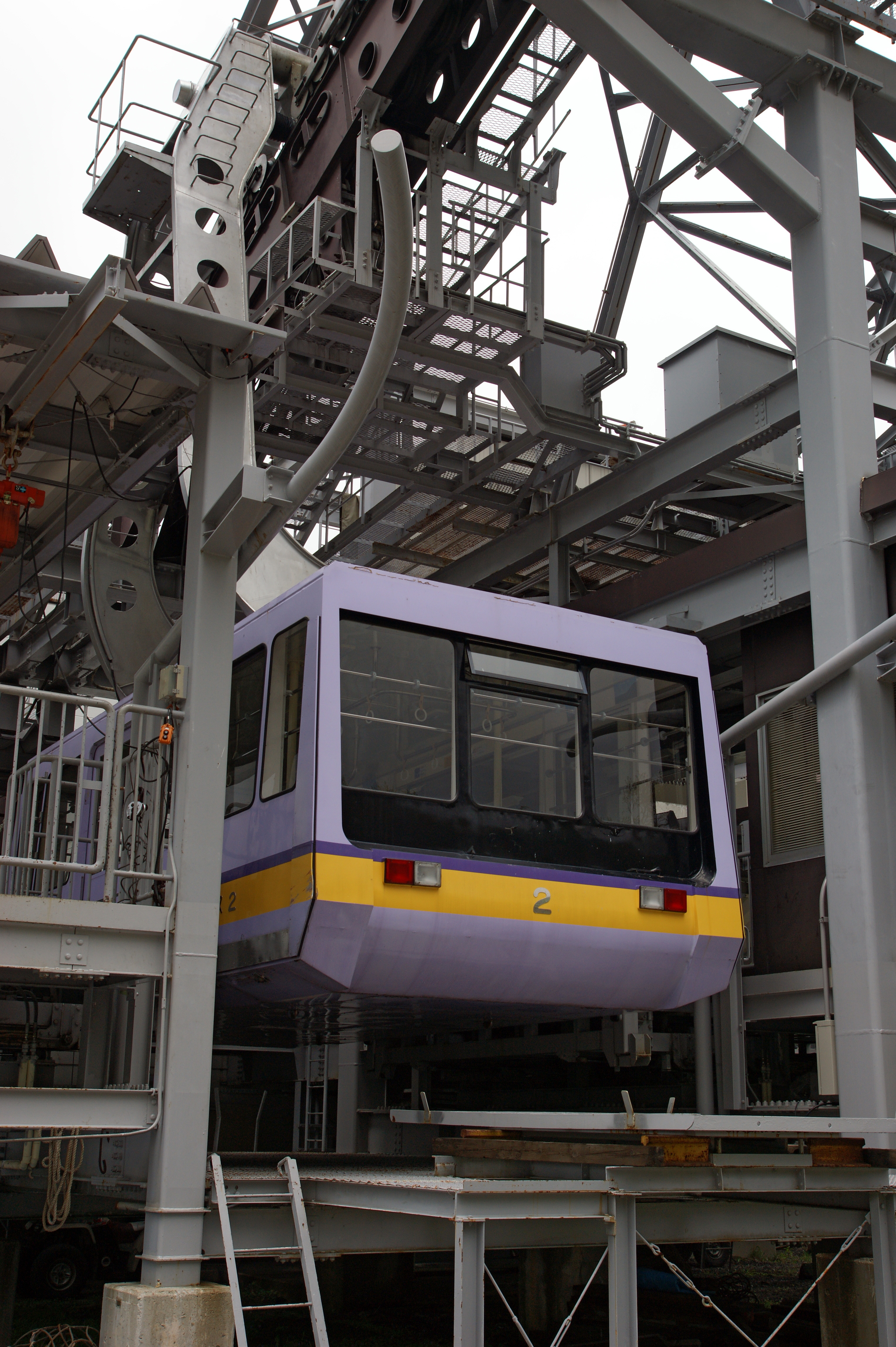
事故で山頂駅に衝突大破した搬器の代替として1993年に同名で新製された「ピラタス2号」（2008年、現・2号）

1992年10月30日午後4時10分ごろ、山麓駅に到着した「ピラタス1号」と、山頂駅に到着した「ピラタス2号」の両搬器が、ともに減速・停止せずに終点のコンクリート壁に衝突した。この事故で2つの搬器の乗員乗客合わせて72人が将棋倒しとなり、乗客70人が重軽傷を負った。横岳ロープウェイ社では国内ロープウェイの大型化・高速化のはしりとして、駅舎を新築するなどして同年1月1日から搬器を40人乗りから101人乗りに大型化し、当時最新鋭のコンピューター自動速度制御システムを導入したばかりだった。
負傷者の数が国内のロープウェイ史上最大規模となったことから、事態を重く見た運輸省は長野県警諏訪警察署（当時）および警察庁科学警察研究所と合同で70人体制の大がかりな現場検証を行った。
捜査の過程で、規定に反して搬器の到着前に運転係が上下の運転レバーを切り替える行為が常態化していたこと、さらに事故直前、山麓駅でロープ保守点検を行っていた作業員が、搬器の滑車通過を検出して搬器を自動停止させる駅舎上部の「停止指令リミットスイッチ」に誤って触れていたことが明らかになった。
このため現地で再現実験を行ったところ、設計時に想定しない状況に対応できずに制御システムのプログラムがエラー状態となり、搬器の位置情報が失われる現象が確認された。さらに、係員が新システムを過信して異常に気付かず、非常停止措置を取らなかったことが重なって事故につながったと結論づけた。
損傷した搬器の修復・新製のためにロープウェイの復旧は遅れ、半年後の1993年4月25日に営業運転を再開した。
同社では事故を教訓として社内の安全管理体制を整備し、夏冬のシーズン切り替え時ごとに係員の教育訓練を繰り返し実施。ホームページ上で索道安全報告書を毎年公開している。

## 運行方式
全長約2215メートル、高低差約466メートルで、通常運行速度は毎秒7メートル、所要時間は片道7分。通常20分間隔で運行し、繁忙期には10分間隔で運行。2台の搬器が同時に駅を出発し中央ですれ違う3線交走式（2支索1曳索）を採用し、曳索は無端循環式。製造は安全索道株式会社。
開業以来40人乗りの搬器「ピラタス1号」「ピラタス2号」を使用。1991年に101人乗りの同名の大型搬器2器を新製し、1992年1月1日から新施設で運用を開始した。同年10月の事故で搬器が損傷したためピラタス1号は修復されたが、ピラタス2号は損傷の程度が激しいため1993年に再度新製された。
2012年の商号変更と「ピラタス」の名を廃する索道名改称に伴い、搬器客車外部側面の「ピラタス1」「ピラタス2」をはじめとする切り抜き文字標記は撤去され、1号を濃緑、2号を赤に塗色変更した。搬器客車内の「1」「2」銘板のみが存置されている。
1967年開業時の旧搬器2器は、地元関係者の手で懸垂機から上を取り外した客車部分が茅野市北山鉄山地区の農地に搬出され、引退時の姿のまま2012年ごろまで残されていたが、まもなく撤去され現存しない。

## 駅一覧
- 山麓駅（標高1771メートル）
- 山頂駅（標高2237メートル）

## 沿革
- 1967年（昭和42年）7月：長野県企業局「日本ピラタス横岳ロープウェイ」が開業。
- 1985年（昭和60年）4月：茅野市などの第3セクター、日本ピラタス観光株式会社が設立した「株式会社ピラタス横岳ロープウェイ」が運営を継承。
- 1991年（平成3年）7月：直営の美術館「蓼科高原美術館・矢崎虎夫記念館」開館。
- 1992年（平成4年）
  - 1月1日：駅舎などの設備を新築し大型搬器の運行を開始。
  - 10月30日：横岳ロープウェイ事故が発生。
- 1993年（平成5年）4月25日：営業再開[5]。
- 2001年（平成13年）10月：株式会社ピラタス横岳ロープウェイと日本ピラタス観光株式会社が合併し「株式会社ピラタス蓼科ロープウェイ」に商号を変更。
- 2012年（平成24年）4月：「株式会社北八ヶ岳リゾート」に商号を変更。